# Typisch Sophie
Typisch Sophie ist eine Anwaltsserie mit Sophie Schütt im Sat.1 Abendprogramm. Insgesamt wurden zwei Staffeln mit insgesamt 18 Folgen produziert und von 2004 bis 2006 ausgestrahlt. Nachdem schon die erste Staffel hinter den Erwartungen des Senders zurückgeblieben war, wurde die Serie nach der zweiten Staffel mit noch niedrigerem Zuschauerinteresse schließlich eingestellt.

## Handlung
Sophie ist alleinerziehende Mutter. Sie wohnt zusammen mit ihrer Tochter Anna in einer Wohnung. Im selben Gebäude wohnt ihre Mutter Gudrun, die ihr oftmals mit Rat und Tat zur Seite steht. Nachdem die Firma, bei der Sophie gearbeitet hat, pleitegegangen ist, muss sich Sophie einen neuen Job suchen. Sie findet ihn bei der Anwaltskanzlei von Roman Lehnhart, in der sie zuerst als Krankenvertretung und später „richtig“ arbeitet. Dazu passt es, dass Sophie Rechtsanwaltfachangestellte gelernt hat.

## Besetzung
| Schauspieler      | Rollenname                 | Staffel |
| ----------------- | -------------------------- | ------- |
| Sophie Schütt     | Sophie Andersen            | 1+2     |
| Bernhard Schir    | Roman Lehnhard             | 1+2     |
| Jochen Horst      | Jo Hennecke                | 1+2     |
| Doris Kunstmann   | Gudrun Andersen            | 1       |
| Sophie Karbjinski | Anna Andersen              | 1+2     |
| Katrin Filzen     | Maggie                     | 1+2     |
| Cecilia Kunz      | Clarissa Sören             | 1+2     |
| Bettina Lamprecht | Ulla                       | 2       |
| Hannes Wegener    | Leander Lehnard            | 2       |
| Hans-Uwe Bauer    | Richter Raimund Emhofen    | 1       |
| Stefanie Schmid   | Staatsanwältin Lydia Dietz | 1+2     |
| Eva Mannschott    | Heike Sebald               | 1       |
| Proschat Madani   | Richterin                  | 1+2     |

## Episoden

### Erste Staffel
| Folge (Staffel) | Folge (Gesamt) | Folgentitel           | Erstausstrahlung  |
| --------------- | -------------- | --------------------- | ----------------- |
| 01              | 01             | Neue Chance           | 28. Oktober 2004  |
| 02              | 02             | Verhängnisvolle Lüge  | 4. November 2004  |
| 03              | 03             | Schöner Schein        | 11. November 2004 |
| 04              | 04             | Blinde Liebe          | 18. November 2004 |
| 05              | 05             | Bittere Rache         | 25. November 2004 |
| 06              | 06             | Schmerzhafte Wahrheit | 2. Dezember 2004  |
| 07              | 07             | Ehrliche Entscheidung | 9. Dezember 2004  |
| 08              | 08             | Riskanter Trick       | 16. Dezember 2004 |

### Zweite Staffel
| Folge (Staffel) | Folge (Gesamt) | Folgentitel              | Erstausstrahlung |
| --------------- | -------------- | ------------------------ | ---------------- |
| 01              | 09             | Schluss mit lustig       | 27. Februar 2006 |
| 02              | 10             | Engel im Kopf            | 6. März 2006     |
| 03              | 11             | Auf Treu und Glauben     | 13. März 2006    |
| 04              | 12             | Ritterspiele             | 20. März 2006    |
| 05              | 13             | Da kannst du sicher sein | 27. März 2006    |
| 06              | 14             | No Sex                   | 3. April 2006    |
| 07              | 15             | Nur gute Freunde…        | 10. April 2006   |
| 08              | 16             | Ja, ich will             | 24. April 2006   |
| 09              | 17             | Auf den zweiten Blick    | 8. Mai 2006      |
| 10              | 18             | Verrückte Gefühle        | 15. Mai 2006     |

## Ausstrahlung und Einschaltquoten
Die erste Staffel Typisch Sophie wurde donnerstags um 20:15 Uhr auf Sat.1 ausgestrahlt, die zweite Staffel lief montags 21:15 Uhr. Die erste Staffel wurde durchschnittlich von 2,86 Millionen Zuschauern gesehen, die zweite Staffel 2,22 Millionen Zuschauer.
Eine unvollständige Auflistung gemessener Einschaltquoten und Marktanteile der Erstausstrahlungen auf Sat.1 veranschaulicht die folgende Tabelle:
| Datum             | Zuschauer | Zuschauer       | Marktanteil | Marktanteil     | Quelle |
| Datum             | Gesamt    | 14 bis 49 Jahre | Gesamt      | 14 bis 49 Jahre | Quelle |
| ----------------- | --------- | --------------- | ----------- | --------------- | ------ |
| 4. November 2004  | 2,71 Mio. | –               | 8,5 %       | 8,8 %           | [ 3 ]  |
| 11. November 2004 | –         | –               | –           | 12,0 %          | [ 4 ]  |
| 27. Februar 2006  | 1,97 Mio. | 1,25 Mio.       | 5,9 %       | 9,0 %           | [ 5 ]  |
| 6. März 2006      | 2,42 Mio. | –               | 7,1 %       | 9,2 %           | [ 6 ]  |
| 20. März 2006     | 2,08 Mio. | –               | –           | 8,8 %           | [ 7 ]  |

Die Folgen wurden von Sat.1 zu verschiedenen Zeiten wiederholt und im deutschen Fernsehen erneut auf 9Live und RomanceTV gesendet. Auch in Österreich (Puls 4) und der Schweiz (TV24, Puls8, TV25) erfolgten Ausstrahlungen.

## Medien
Zur Serie sind zwei Bücher erschienen (Im Zweifel für die Liebe und Mit den Waffen einer Frau), sowie eine Soundtrack-CD. Diese ist eine Doppel-CD mit 36 Liedern, darunter die Titelmusik von Berenice.